# Nhượng Hồ Lộ
Nhượng Hồ Lộ (chữ Hán giản thể: 让胡路区, âm Hán Việt: Nhượng Hồ Lộ khu) là một quận thuộc địa cấp thị Đại Khánh, tỉnh Hắc Long Giang, Cộng hòa Nhân dân Trung Hoa. Quận Nhượng Hồ Lộ nằm ở phía tây của Đại Khánh, có diện tích 1394 km², dân số 564.534 người (năm 2010). Mã số bưu chính của quận Nhượng Hồ Lộ là 163712. Chính quyền nhân dân quận Nhượng Hồ Lộ đóng tại. Quận Nhượng Hồ Lộ được chia thành 6 nhai đạo, 1 trấn. 
- Nhai đạo biện sự xứ: Tây Tân, Phấn Đấu, Thừa Phong, Long Cương, Khánh Tân, Ngân Lãng.
- Trấn Lạt Ma Điện.

## Chú tích
1. 1 2  "Giới thiệu của Nhượng Hồ Lộ". Bản gốc lưu trữ ngày 28 tháng 2 năm 2014. Truy cập ngày 2 tháng 5 năm 2014.